# Gwizdek Rossby’ego
Gwizdek Rossby’ego (ang. Rossby Whistle) – oscylacje poziomu morza i ciśnienia na dnie Morza Karaibskiego z dominującym okresem 120 dni wywołane przez specyficzny mechanizm oddziaływania tzw. fal Rossby’ego z linią brzegową.
Oceanografowie z University of Liverpool przeanalizowali dane z lat 1958–2013, dotyczące poziomów powierzchni oceanu Morza Karaibskiego, ciśnienia na jego dnie oraz dane z mareografów i altymetrów (system AVISO) satelitarnych i satelitarnych pomiarów grawitacji. Rezultatem tych badań było odkrycie zjawiska nazwanego „gwizdkiem Rossby’ego”, które występuje, gdy fala Rossby’ego (długa fala oceaniczna ulegająca powolnej propagacji w kierunku zachodnim) oddziałuje z brzegiem i dyssypuje, a następnie pojawia się na wschodzie i tworzy oscylujący prąd brzegowy wokół akwenu. W efekcie wzdłuż wybrzeża kolumbijskiego i wenezuelskiego dochodzi do zmian poziomu morza sięgających 10 cm. Oscylacje poziomu morza zostały pośrednio zarejestrowane przez sondy kosmiczne projektu GRACE 500 km nad Ziemią, gdyż przemieszczające się masy wody zaburzają ziemskie pole grawitacyjne.

## Wyniki numeryczne
Poza pomiarami bezpośrednimi, zjawiska zachodzące w Morzu Karaibskim można prześledzić za pomocą regionalnych modeli numerycznych oceanu opisujących prognozę różnych parametrów, takich jak prędkość przepływu, wysokość poziomu oceanu lub ciśnienie na dnie morza. Modele takie asymilują dane pomiarowe i są w stanie przewidzieć zachowanie się oceanu na całym jego obszarze, podczas gdy pomiary bezpośrednie są często ograniczone czasowo lub przestrzennie. W oparciu o te modele badacze skonstruowali czasową rekonstrukcję zmienności poziomu morza i ciśnienia na dnie morza. Wyniki te pokazują szczegóły oddziaływania fali Rossby’ego wewnątrz Morza Karaibskiego.

## Analogia do gwizdka
Wiele ze zjawisk oceanicznych i atmosferycznych (dla przykładu pory roku) mają charakter periodyczny i zjawisko oscylacji w Morzu Karaibskim jest jednym z takich przykładów. Na podstawie pomiarów i wyników modeli numerycznych badacze zauważyli, że fala Rossby’ego dyssypując po zachodniej stronie akwenu wywołuje zjawisko rezonansu, które jest podobne do zjawiska rezonansu akustycznego w instrumentach muzycznych typu gwizdka. W gwizdku wiry powstające po napotkaniu przeszkody tworzą układ sprzężony z komorą rezonansową instrumentu, generując słyszalny dźwięk. Do gwizdka podczas dmuchania wpływa duża ilość powietrza i tyle same powietrza z niego wypływa, tworząc system otwarty (zjawisko to opisał w 1937 roku J. Jeans).  Podobnie jest w Morzu Karaibskim. Transport wody w Morzu Karaibskim przez prąd morski (Prąd Karaibski) jest duży – wynosi około 20 Sv (tj. ok. 20 mln m³/s). Zjawiska rezonansowe zachodzące wewnątrz Morza Karaibskiego modulują nieznacznie ten transport (około 0,001 Sv), analogicznie jak to się dzieje w gwizdku. Podobieństwo zjawiska rezonansu wywołanego przez fale Rossby’ego do rezonansu akustycznego w klarnecie zauważył wcześniej (w roku 2000) John H. LaCasce. Ta analogia systemu dynamicznego, jakim jest Morze Karaibskie i działania instrumentu muzycznego skłoniła badaczy do nadania zjawisku nazwy „gwizdek Rossby’ego”. Oscylacje w Morzu Karaibskim zachodzą z dominującym okresem 120 dni. Gwizdek Rossby’ego nie emituje jednak słyszalnego dźwięku, ponieważ częstotliwość drgań jest znacznie poniżej granicy słyszalności człowieka.